# Alvaro Alonso Barba
Alvaro Alonso Barba (Lepe, 15 novembre 1569 – Potosí, 25 ottobre 1661) è stato uno scienziato e presbitero spagnolo.
Fine studioso di metallurgia, scrisse Arte de los metales (1640), ove elaborò l'utilizzo dei metalli preziosi.

## Opere

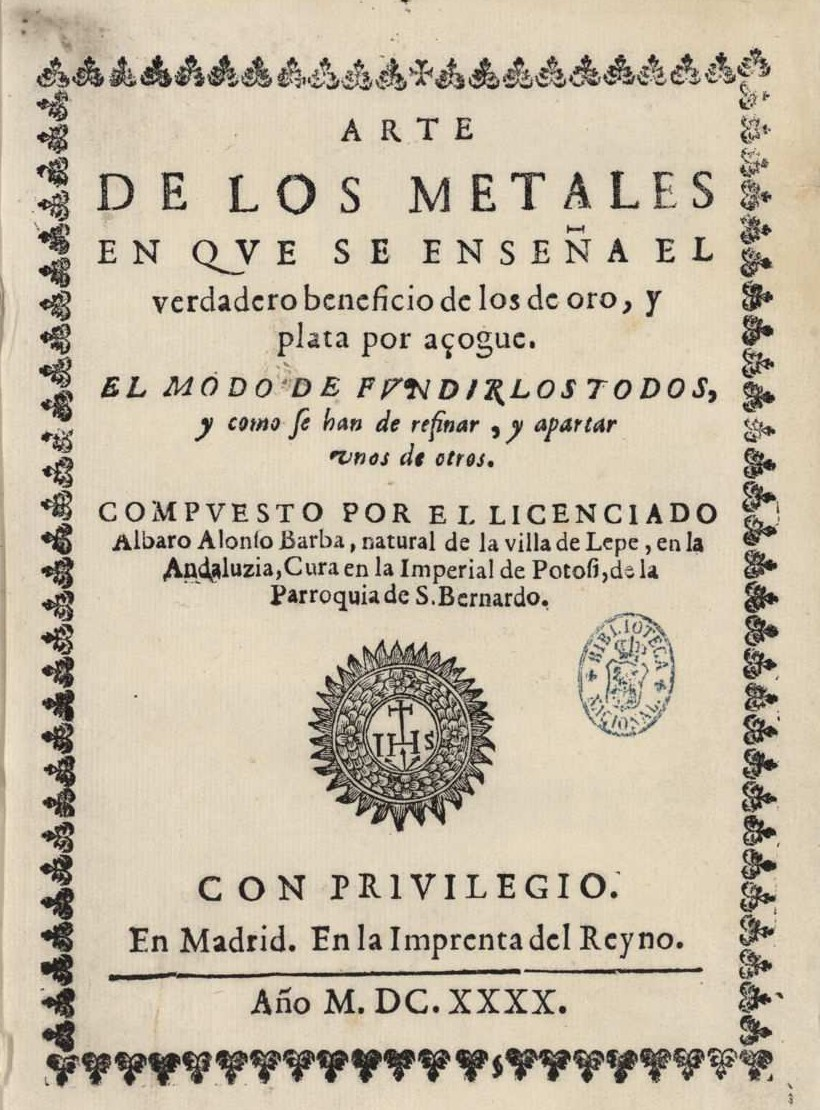
Arte de los metales, prima edizione, 1640

- (FR) Arte de los metales, Paris, Pierre Alexandre Le Prieur, 1751.